# L'inchiesta (film 1986)
L'inchiesta è un film del 1986, diretto da Damiano Damiani. Un remake televisivo omonimo è andato in onda nel 2007.

## Trama
L'imperatore Tiberio invia Tito Valerio Tauro in Giudea per indagare su Gesù, i cui discepoli sostengono sia risorto. Però egli è ostacolato dal governatore Ponzio Pilato che ha pronunciato la condanna a morte per Gesù. Claudia Procula, moglie di Ponzio Pilato, vuole aiutare Tauro perché è rimasta affascinata dagli insegnamenti del giovane falegname e conduce l'investigatore al sepolcro dove era deposto il corpo scomparso. Seguono alcuni interrogatori e Pilato, per porre fine all'inchiesta, dispone la simulazione del ritrovamento del corpo, però Tauro s'accorge dell'inganno ed afferma che il cadavere non è quello del falegname. Dopo alterne vicende, incontra Maria di Magdala, dedita alla cura di lebbrosi fuori di Gerusalemme, in una comunità dove si è recato per tenere fede ad una promessa e  scopre la realtà dei discepoli di Gesù che servono dei sofferenti. Il finale è tragico per Valerio Tauro che finisce ucciso nel deserto dalla vendetta di Pilato.

## Riconoscimenti
- 1987 - David di Donatello
  - Migliore attrice non protagonista a Lina Sastri
  - Premio Alitalia a Silvio Clementelli, Anna Maria Clementelli, Damiano Damiani e Fulvio Lucisano
  - Candidatura a Migliore fotografia a Franco Di Giacomo
- 1987 - Nastro d'argento
  - Migliore soggetto a Suso Cecchi D'Amico e Ennio Flaiano
  - Migliore colonna sonora a Riz Ortolani
  - Candidatura a Migliore sceneggiatura a Vittorio Bonicelli e Damiano Damiani
  - Candidatura a Migliore attrice non protagonista a Lina Sastri
  - Candidatura a Migliori costumi a Giulia Mafai
- 1987 - Ciak d'oro
  - Candidatura a migliore attrice non protagonista a Lina Sastri
  - Candidatura a migliori costumi a Giulia Mafai